# Exorista velutina
Exorista velutina är en tvåvingeart som beskrevs av Louis-Paul Mesnil 1953. Exorista velutina ingår i släktet Exorista och familjen parasitflugor. Inga underarter finns listade i Catalogue of Life.